# Балабаново (станция)
Балабаново — станция Московской железной дороги, расположена в городе Балабаново Боровского района Калужской области. Открыта в 1899 году.

## Описание
Входит в Московско-Смоленский центр организации работы железнодорожных станций ДЦС-3 Московской дирекции управления движением. По основному характеру работы является промежуточной, по объёму работы отнесена ко 2 классу. Имеется грузовой двор и контейнерная площадка, здание вокзала с кассами, буфетом и отделением полиции. На привокзальной площади останавливаются автобусы до Боровска, Обнинска и других населённых пунктов.
Расстояние от Киевского вокзала по железной дороге 96 километров. Рядом со станцией проходят Московское большое кольцо и автодорога «Украина».

## История
Открыта для пассажиров в 1899 году, одновременно с запуском участка от Москвы до Брянска на Московско-Киево-Воронежской железной дороге. Вскоре при станции вырос поселок Балабаново, ставший в 1935 году рабочим поселком, а в 1972 году — городом районного подчинения. Название станции и посёлку дано по имени некогда близлежащей деревни Болобоново. С даты основания является главной железнодорожной станцией Боровского района и города Боровска.
В годы Великой Отечественной войны в ходе Битвы за Москву являлась важным стратегическим пунктом для приёма-отправки и формирования воинских и санитарных эшелонов. Город и станция находились под немецкой оккупацией осенью-зимой 1941 года чуть более двух месяцев. Освобождена 28 декабря 1941 года особым полком Западного фронта, временно входившим в состав 5 ВДК 43 армии.
В 1950-х годах границы станции расширились, появились новые пути и пакгаузы в связи со строительством рядом экспериментальной фабрики Минлесбумпрома СССР, впоследствии переросшей в многопрофильное промышленное предприятие лесопромышленного комплекса Плитспичпром, специализирующееся на производстве и продаже спичек, фанеры и прочих изделий из дерева.

## Пассажирское движение
На станции имеют остановку все пригородные электропоезда и экспрессы, следующие в направлении Москвы, Малоярославца, Крестов и Калуги. Поезда дальнего следования, сообщением Москва — Климов и Москва — Брянск также имеют непродолжительную остановку в Балабаново.

## Коммерческие операции, выполняемые на станции
- (Б) — Продажа билетов на все пассажирские поезда. Прием и выдача багажа не производятся.
- (§ 1) — Приём и выдача повагонных отправок грузов, допускаемых к хранению на открытых площадках станций.
- (§ 3) — Приём и выдача грузов повагонными и мелкими отправками, загружаемых целыми вагонами, только на подъездных путях и местах необщего пользования.
- (§ 11Н) — Приём и выдача грузов в крупнотоннажных 20-футовых контейнерах массой брутто до 41 тонны на подъездных путях.
- (§ 12Н) — Приём и выдача грузов в крупнотоннажных контейнерах массой брутто до 41 тонны на подъездных путях[5].